# Таганрогский колледж морского приборостроения
ГБПОУ РО "Таганрогский колледж морского приборостроения" (ТКМП) — Государственное бюджетное профессиональное образовательное учреждение по подготовке специалистов в сферах вычислительных систем, комплексов, компьютерных сетей, программирования, радиоаппаратостроения, коммерции и торговой деятельности. Колледж расположен в самом центре Таганрога, рядом со зданием Городской Администрации и театром им. А. П. Чехова.

## Названия колледжа
- с 1946 по 1976 — Таганрогский судомеханический техникум
- с 1976 по 1991 — Таганрогский техникум морского приборостроения
- с 1991 по наст. время — Таганрогский колледж морского приборостроения

## История колледжа
Здание, в котором сейчас располагается  колледж, было построено в начале 1870-х годов для казачьего генерала Егорова. В связи с неровностью рельефа, особняк возвышался на 1,5-2 этажа, в нём было 18 комнат. После смерти генерала, владельцем дома стала его вдова и два сына. В начале XX века особняк был продан известному в городе коммерсанту Е. К. Адабашеву, который его слегка перестроил в угоду своим замыслам.
После октябрьской революции 1917 г. здание было национализировано, в нём размещались различные организации: Международный комитет МОПРа (международной общественной помощи рабочим), Окружной комитет ВКП(б), Управление городского коммунального хозяйства. В 30-е годы был надстроен ещё один этаж.
В период Отечественной войны, после оккупации города, немцы заняли здание под военную комендатуру. 19 ноября 1941 года неизвестные патриоты взорвали его, что привело к гибели немецких солдат и офицеров. Процент сохранности разрушенного здания после взрыва не превышал 30 %.
После войны разрушенное здание было передано на баланс завода «Прибой» для только что создаваемого (в соответствии с приказом № 397 от 20 сентября 1946 года Министерства Судостроительной промышленности Союза ССР) Таганрогского судомеханического техникума. Разумеется, здание нуждалось в капитальном ремонте, ни о какой учёбе в нём не могло быть и речи.
Тем не менее, в соответствии с приказом № 401 от 25 сентября 1946 года, первому директору Таганрогского судомеханического техникума т. Мельникову Ивану Ивановичу надлежало организовать приём учащихся на первый курс техникума в количестве 180 человек.
Набор следовало осуществлять по специальностям: «Судовые механизмы», «Обработка металлов резанием» и «Производство радиоаппаратуры».
Однако обстоятельства сложились так, что лишь к 1 сентября 1949 года уже под руководством директора Ильина С. Г. удалось принять одну группу в количестве 30 человек на специальность 0558 «Судовые машины и механизмы», но уже с 1 сентября 1950 года был произведен полный прием на эту специальность (6 групп), а также открыта новая специальность 0501 «Радиотехника».
Первое время техникум проводил учебные занятия в арендованных помещениях школ № 3, 21, 4, 10 и профтехучилища завода «Красный Гидропресс». Занятия проходили и в институте механизации сельского хозяйства. Здание техникума на Мечниковском переулке было в основном восстановлено лишь в 1951 году. Восстановительные работы велись таганрогским заводом «Прибой», силами учащихся техникума.
8 января 1952 года полностью отремонтированное здание было передано на баланс техникума. Учебные будни продолжались, но уже в своих аудиториях.
Крепли связи с промышленным производством и научно-исследовательскими институтами: базовым заводом «Прибой», заводом «Красный Гидропресс», НИИ «Бриз», НИИ Связи. Эти организации оказывали реальную помощь в становлении техникума, в оснащении его лабораторий приборами и оборудованием.
Впоследствии Судомеханический техникум был переименован в техникум Морского приборостроения, а с 1991 г. — в колледж Морского приборостроения (приказ Министерства Судостроительной промышленности СССР № 408 от 29.11.1991 г.).

## Специальности
Таганрогский колледж морского приборостроения в настоящее время обучает студентов по следующим специальностям:
- 11.02.01 (210413) — «Радиоаппаратостроение». Квалификация — радиотехник.
- 09.02.01 (230113) — «Компьютерные системы и комплексы». Квалификация — техник по компьютерным системам
- 09.02.02 (230111) — «Компьютерные сети». Квалификация — техник по компьютерным сетям
- 38.02.04 (100701) — «Коммерция» (по отраслям). Квалификация — менеджер по продажам
- 09.02.03 — «Программирование в компьютерных системах».  Квалификация — техник-программист
- 09.02.05  — «Прикладная информатика» (по отраслям). Квалификация — техник-программист
- 09.02.07  — «Информационные системы и программирование». Квалификация  — программист.

## Обучение
Форма обучения — очная и заочная.
Сроки обучения:
- на базе 9 классов — 3 года 10 месяцев;
- на базе 11 классов — 2 года 10 месяцев;
- на заочном — 3 года 10 месяцев.

## Директора колледжа
- с 2012 по наст. время — В. В. Полиёв
- с 2008 по 2012 — В. И. Гончаров
- с 1986 по 2008 — А. И. Дроботенко
- с 1980 по 1986 — В. А. Греков
- с 1962 по 1980 — О. А. Покровский
- с 1958 по 1962 — Л. А. Куликов
- с 1956 по 1958 — И. В. Ельчанинов
- с 1955 по 1956 — К. А. Агапов
- с 1947 по 1955 — С. Г. Ильин
- с 1946 по 1947 — И. И. Мельников